# Olivier Ka
Olivier Karali, dit Olivier Ka, né le 29 décembre 1967 au Liban, est un écrivain pour la jeunesse et scénariste de bande dessinée français. Il se produit également sur scène où il raconte des histoires dont il est l'auteur (Les Contes imbéciles, Obstinément Chocolat).
Il fait partie de la famille Karali, une famille de dessinateurs de bandes dessinées et d'écrivains.

## Biographie

### Vie personnelle
Olivier Karali, dit Olivier Ka, est le fils de l'auteur de bandes dessinées Paul Karali, dit Carali et de l'autrice jeunesse Anne Duguël, dite Gudule. Sa sœur naît en 1977, Mélanie Karali, dite Mélaka.
Il naît au Liban en 1967, sa famille quitte le pays en 1971. Après ce départ, à l'âge de 4 ans, il ne retournera pas dans son pays d'origine durant des décennies, jusqu'au début des années 2020, alors quinquagénaire. 

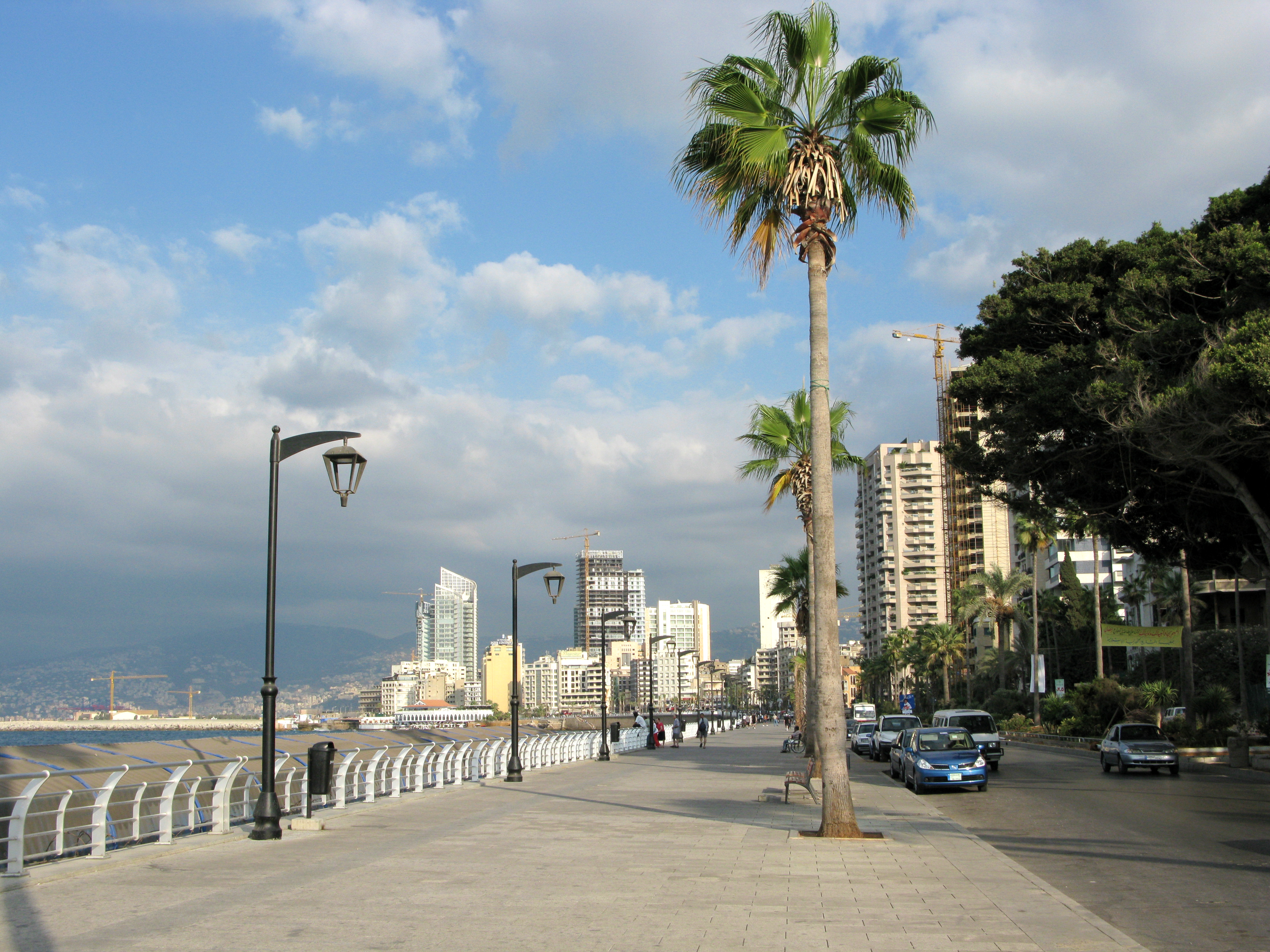
Une corniche à Beyrouth.

Il déclare en 2023 : « J’avais peur d’être déçu, bouleversé ou encore déstabilisé. [...] C’est en venant ici à la recherche de mes racines, à la découverte de toute cette famille qui y était restée, que je ne connaissais pas et qui m’a accueillie chaleureusement, que j’ai réalisé que j’avais toujours ressenti un manque, comme quelque chose au fond qui m’échappait, une sorte de déracinement de l’endroit d’où je viens. » Il raconte et dessine ses retrouvailles avec son pays dans son ouvrage autoédité Beyrouth (Liban) qu'il sort en 2023. Il souligne : « J’étais libanais depuis 54 ans et je l’ignorais ! », et il « récupère sa nationalité libanaise ».
En 2013 il se dit influencé par la série télévisée américaine La Quatrième Dimension , par la série de bande dessinée Philémon de Fred, « et des albums de Franquin (surtout Spirou et Fantasio. »

### Débuts
Il publie régulièrement dans les années 1990 dans le magazine Psikopat, et devient rédacteur en chef adjoint.
Sa première publication est un recueil de nouvelles, en 1996, Bioutifoul weurld , illustré par son oncle Édouard Karali, dit Édika, et son premier roman, pour adultes, Je suis venu te dire que je suis mort, est publié l'année suivante.

### Scénariste de bande dessinée
Il scénarise sa première série de bande dessinée avec  Alfred aux dessins, Monsieur Rouge, entre 2002 et 2004. 
En 2004 paraissent les albums C'est l'homme qui dit qu'y est !, illustré par Emmanuelle Richard, et Nénesse, Chien de vieux avec sa soeur Mélaka aux dessins, puis l'année suivante Le Philibert de Marilou, avec Capucine aux dessins. En 2006 paraît L'Ange ordinaire, avec Mélaka à nouveau.
Olivier Ka retrouve Alfred aux dessins, et est publiée en 2006 la bande dessinée Pourquoi j'ai tué Pierre. Elle obtient l'année suivante le Prix « Essentiel » d'Angoulême et le Prix du public (Festival d'Angoulême). Pour son travail sur cette bande dessinée, il reçoit en 2008 le Prix Max et Moritz du meilleur scénariste international. 

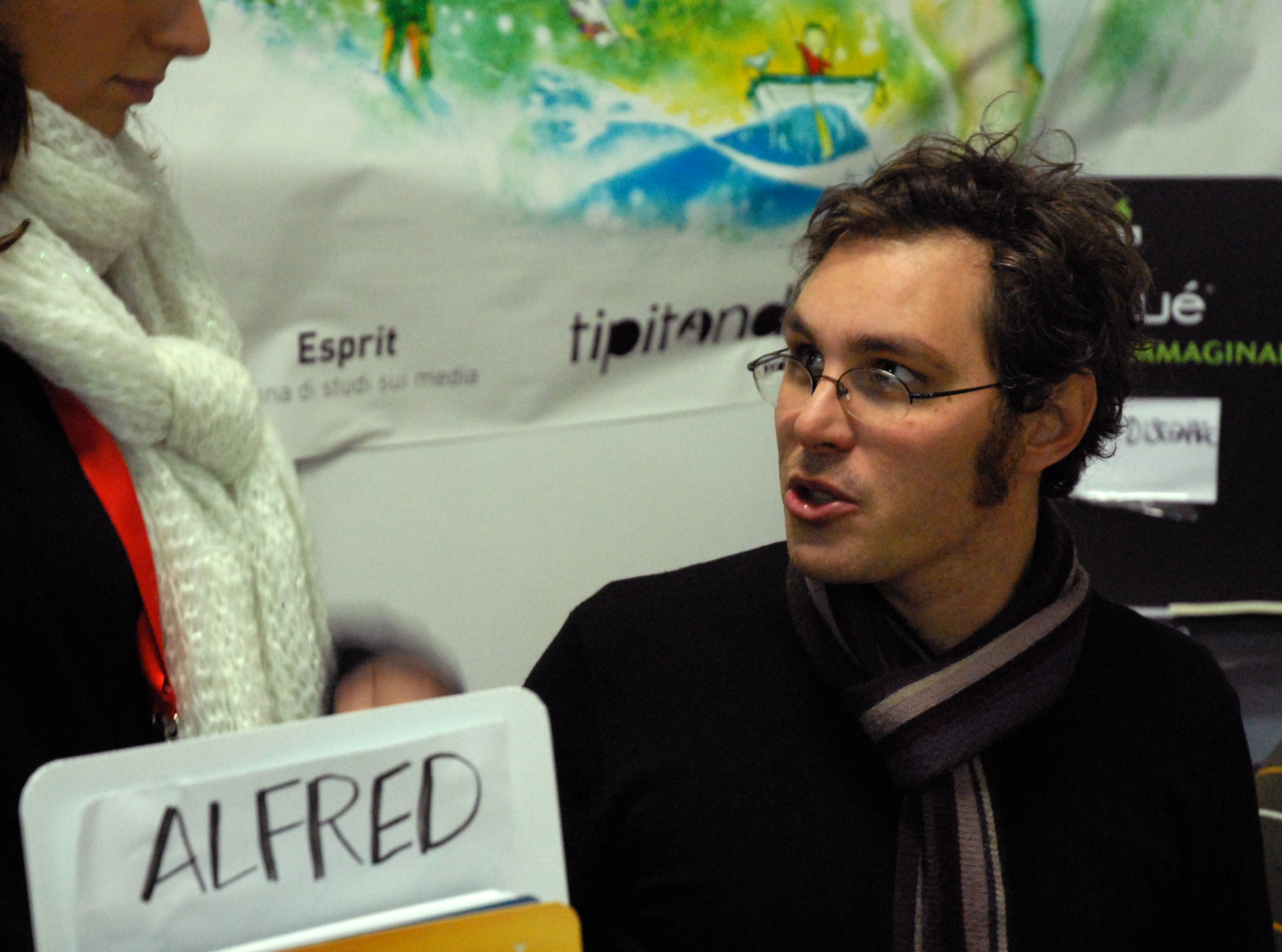
Alfred en 2010, dessinateur et illustrateur de plusieurs ouvrages d'Olivier Ka.

Dans cet album, « l'auteur raconte le traumatisme de sa jeunesse, écrasée par le secret trop lourd des abus sexuels d'un prêtre lors de ses douze ans en colonie de vacances », « abusé, enfant, par un curé rondouillard, libertaire et pédophile ». Il explique en 2007 pourquoi avoir écrit cette histoire autobiographique sur un sujet difficile : « Parce que justement, c’est très sérieux, très dur, et que c’est parfois en plongeant dans la douleur qu’on en sort de bonnes choses. Moi, je n’ai pas raconté cette histoire en bédé. Je l’ai racontée à Alfred, qui, lui, l’a raconté en bédé. Autrement dit, je n’ai pas écrit un scénario, mais un texte, une sorte de roman jeté, craché, qu’Alfred a empoigné pour lui donner forme.  Quant à l’envie de sortir cette histoire, elle remonte à loin. Il y a vingt ans, quand j’ai commencé à rédiger mes premiers textes, je savais qu’un jour je parlerais de cet épisode de ma vie, mais j’ai dû attendre d’être suffisamment mûr, d’avoir assez recul pour pouvoir m’y mettre ». La BD figure en 2024 dans la « Bibliothèque idéale » du Centre national de la littérature pour la jeunesse (BnF).
En 2017, avec à nouveau Alfred au dessin, il signe la bande dessinée jeunesse Capitaine Fripouille, autour du rachat d'une librairie : « c'est la société de consommation et l'hégémonie des grandes enseignes sur les petites boutiques qui sont ici visées, et seule la culture peut combattre le fléau de l'uniformisation et du formatage. Ce Capitaine Fripouille plaira aux enfants par son impertinence et son optimisme » selon La Revue des livres pour enfants.
La BD Les Mains de Ginette, sur des dessins de Marion Duclos, paraît en 2021. L'histoire se déroule dans les années 1960 autour d'une « quincaillerie [...] tenue par Marcelin Gavoche. L’intéressé éprouve une passion pour les mains – limite fétichiste » selon BD Gest', et l'album aborde la jalousie de sa compagne Ginette. Pour BoDoï : « Olivier Ka y reprend le thème intime de l’enfance malmenée pour expliquer le comportement de Ginette et assume de porter l’histoire jusqu’à un paroxysme tragique. Le lecteur est saisi par l’écart entre un objet qui possède l’aspect d’une joyeuse comédie musicale et la gravité du thème de la maltraitance des enfants et au sein du couple ». Pour Planète BD : « L'album aborde la thématique de la jalousie dans une relation amoureuse, et met en lumière la dangerosité de celle-ci [...] Il met également en lumière un phénomène souvent occulté : les violences conjugales envers les hommes. Les auteurs réussissent à montrer comment cela s'immisce peu à peu dans une relation, de façon imperceptible au début, puis de façon dévastatrice ».

### Auteur jeunesse
Il publie de nombreuses œuvres de littérature jeunesse, à partir de 2000. 

#### Albums jeunesse
Plusieurs albums jeunesse sont écrits par Olivier Ka, illustrés par de nombreux illustrateurs, dont  Une maman tout entière illustrations de Luc Melanson en 2008.
Mon arbre à secrets, livre-objet illustré par Martine Perrin, paraît en 2013, sur une petite fille qui confie ses secrets à un arbre. Pour La Revue des livres pour enfants : « Par des jeux de calques, de découpages, de volets à soulever, les secrets sont bien cachés dans le livre. L'harmonie entre images, animations et texte est une belle réussite ». Sophie Van der Linden écrit dans son avis critique de l'album, sur son site : « Martine Perrin, architecte de formation, experte en astucieux livres-objets, déploie, à partir du texte d'Olivier Ka, une somme de possibles conçus et réfléchis à partir du livre, de la reliure et du papier. Sans jamais rien dévoiler du secret, sans en faire, donc, un secret de polichinelle, l'ouvrage explore les sensations et sentiments liés au secret et, ce faisant, pénètre dans le territoire de l'intime et de la perception enfantine ». L'ouvrage est sélectionné pour le Prix Sorcières 2014 catégorie Album.
Pieter et le Lokken est publié en 2015, illustré par Olivier Supiot. Pour Ricochet, « Dans l’atmosphère de Bruegel, pays de neige et campagne flamande de la fin du Moyen Âge, vit Pieter, un garçonnet déluré et curieux. [...] Entre récit de rêve et conte de transgression, nous suivons le petit Pieter dans la forêt où il va rencontrer de méchants garnements et un adorable petit Lokken ».
Quand je serai très très vieux..., illustré par Carole Chaix en 2016, évoque le sujet de la vieillesse. Pour Ricochet, « En filigrane de ce discours intérieur on lit une conception de la jeunesse comme un ensemble de contraintes pesantes et étroites et de la part du narrateur, une certaine jubilation à espérer que la vieillesse autorisera tout ce qui est interdit et nocif [...] Beaucoup d’humour grinçant dans ce récit d’Olivier Ka. La complexité des points de vue exprimés par le héros rend bien compte de la perplexité des enfants face au temps. Etre vieux c’est quand ? ».
Dans Des papillons dans la nuit illustré par Christophe Alline en 2023, « L'enfant-narrateur nous emmène à la rencontre de ses pensées nocturnes et de ses rêves. Un monde imaginaire très poétique qui se déploie pour surmonter les peurs, notamment celle de l'obscurité » selon La Revue des livres pour enfants. L'album Des papillons dans la nuit est finaliste du prix IBBY Belgique francophone 2023, catégorie Album, et il est lauréat, au Salon du livre et de la presse jeunesse, de la Pépite du livre illustré 2023. « Pour le jury, « Les papillons représentent les pensées, et des pensées, on en a tout le temps avant de dormir ».

#### Nouvelles et contes pour la jeunesse
Les contes imbéciles, illustrés par Alfred sont publiés en 2009. « Alfred et Olivier Ka se sont visiblement bien amusés en revisitant les contes, en imaginant ces histoires gentiment déjantées aux chutes savoureuses et aux moralités parfois surprenantes, en créant des personnages hauts en couleurs, anti-héros de nos temps modernes » selon Ricochet. L'ouvrage est adapté en spectacle.
En 2011 paraît le recueil de nouvelles Obstinément Chocolat, sur des illustrations de Régis Lejonc. Il est égalemet adapté en spectacle.

#### Romans jeunesse
Il écrit également des romans pour la jeunesse, illustrés pour la plupart. 
En 2001, Y'a pas plus trouillard qu'un vampire !, illustré par Jean-Denis Pendanx, narre l'histoire d'un petit vampire qui n'ose pas attaquer ses proies. Pour La Revue des livres pour enfants,  « une succession d'échecs et de catastrophes qui nous font bien rire [...] Tendre, loufoque et drôle ».
Avant le nuage illustré par Yan Thomas en 2002,  aborde le thème du  tabagisme. Selon Ricochet : « L’auteur a choisi une voie originale pour aborder le problème du tabac avec de jeunes lecteurs : le voyage dans le temps, qui est aussi l’occasion pour le narrateur de porter un regard d’adulte, teinté d’humour, sur ses jeunes années ». L'horrible gâteau venu de l'espace ! paraît en 2006, illustré par de Patrick Ceschin. 
La vie merveilleuse de la princesse Olga, illustré par Olivier Latyk en 2009, interroge sur la mémoire et la vieillesse. Pour Ricochet, « Raconté par un narrateur externe, le texte est fort, astucieux, et, s’il s’agit d’un critère d’appréciation, absolument utile ».
La série Les Chroniques d'Hurluberland, sur des illustrations de Juliette Barbanègre, est publiée en 3 tomes, de 2016 à 2020. Elle met « en scène les habitants d'Hurluberland, un village moins normal qu'il y paraît. [...] Ces joyeuses fantaisies mettent en action des notions de solidarité et de tolérance » selon La Revue des livres pour enfants. Le premier opus est sélectionné pour le Prix Sorcières 2017 catégorie Roman junior.
Journal d'un chien de campagne, illustré par Charles Dutertre, sorti en 2021, narre les mésaventures du chien Gus, « un roman animalier teinté d'humour, dont la plus grande qualité est son style syncopé reflétant les sensations du narrateur canin » selon La Revue des livres pour enfants.
En 2022, illustré à nouveau par Charles Dutertre, paraît Nez rouge et dent cassée, l'histoire de Gus, 9 ans, dont le papa se déguise en clown, et décide de garder son costume au quotidien. Pour La Revue des livres pour enfants : « On ne comprend pas bien ce qui pousse le père à revêtir une tenue de clown mais là est justement tout le propos : mettre en parallèle la réaction disproportionnée de haine et de violence des villageois face à l'acte pacifique et plutôt joyeux du père, qui reste incompris et totalement rejeté à cause de sa différence. » Le roman obtient le Prix Tatoulu 2023.

#### Romans pour adolescents
Il écrit aussi des romans destinés à un public adolescent, dont Ce monstre qui me ressemble en 2004. Pour Ricochet, « Bastien a des sautes d'humeur et beaucoup de violence en lui. Il se sent comme envahi par un démon qui monte qui monte au point qu'il perd parfois le contrôle. [...]  Bien mené, ce roman joue sur l'ambiguïté, entre paranoïa, projections et fantasmagorie. Un roman où les adolescents pourront s'identifier à Bastien trouvant écho aux changements, à la peur et à la déroute qui peuvent parfois les envahir ».
Paraissent ensuite Rien qu'un enfant  en 2006, Le Fils de la conteuse en 2008, Lisa et l'oiseau de sang en 2011 ou Janis est folle en 2015.
 Loukoum mayonnaise en 2018 narre l'histoire d'un jeune garçon qui quitte l'Egypte pour la Belgique. Selon Ricochet, « Olivier Ka s’est inspiré de sa propre histoire pour livrer ce roman extrêmement vivant [...] Les questionnements sur les origines apparaissent en filigrane, pas pensées de façon théorique [...] Si le racisme affleure avec les différences culturelles, il est surtout question de possession affective autour d'un enfant ». Selon l'avis critique de La Revue des livres pour enfants, il s'agit d'« un roman juste sur la peur de l'autre et le tiraillement identitaire entre deux cultures ». 
Demi-frère sort en 2022. « Laureline, jeune femme libre, a la vie qu'elle a choisie. Loin des gens, voyageant en camion, elle n'a que son chien comme seule attache. [...] Ce roman d'aventure va progressivement prendre le chemin du thriller psychologique », selon l'avis critique de La Revue des livres pour enfants. Pour Ricochet, il s'agit d'« un road trip aux accents dramatiques ».

### Récits de voyages illustrés
En 2018, il raconte et illustre son voyage au Laos dans  Lost in Laos : chemins et déroutes, du nord au sud du Laos, et en 2023, son retour au Liban cinquante années après son départ de son pays natal, dans Beyrouth (Liban).

### Sur scène
Olivier Ka monte sur scène pour plusieurs spectacles - lectures de ses ouvrages, dont L'enfant qui voulait toucher le ciel avec la dessinatrice Marion Duclos, ou des lectures de nouvelles de son recueil Obstinément chocolat dans le spectacle au même titre, avec la chanteuse et multi-instrumentiste Emmanuelle Troy, ou des lectures de son recueil Contes imbéciles.
Il crée le spectacle Crumble Club au milieu des années 2000 avec Alfred, « duo-cabaret loufoque dans lequel il occupe la place d'« homme-orchestre » », et qui est, selon Alfred « Un cabaret noir un peu grinçant où nous faisions vivre d’étranges personnages. Dont un majordome à l’anglaise qui racontait des histoires » à destination des adultes initialement, puis à destination des enfants.

## Publications

### Livres pour adultes
- Bioutifoul Weurld, illustrations de Edika, Éditions du Zébu, 1995 - recueil de nouvelles
- Je suis venu te dire que je suis mort, Éditions Florent-Massot, 1997 - roman
- Un cœur noir, Plon, 2013 - roman

### Livres pour la jeunesse

#### Années 2000
- Le Manteau du Père Noël, illustrations de Annie-Claude Martin, Éditions Grasset, 2000
- Y a pas plus trouillard qu'un vampire[24], illustrations de Jean-Denis Pendanx, Magnard, 2001 - roman jeunesse
- Le Chien des Chnorglz, illustrations de Faujour, Lire c'est Partir, 2001
- La Mariée était en bottes, illustrations de Claire Le Grand, Magnard, 2002
- Le Sourire de mémé, illustrations de Jean-Denis Pendanx, Magnard, 2002
- Avant le nuage[25], illustrations de Yan Thomas, Éditions Grasset, 2002 - roman jeunesse
- Le Moustique qui voulait devenir célèbre , illustrations de Lisa Mandel, Lire c'est Partir, 2003
- Magie noire et pommes pourries, illustrations de Frédéric Rébéna, Éditions Mango, 2003
- Pleure pas, Batman ! , illustrations de Claude Delamarre, Éditions Lito, 2003
- Le Complot des Gluants, illustrations de Julien/CDM, Degliame, 2003
- Amélie contre les parents, illustrations de Elene Usdin, Éditions Lito, 2003
- Les Saucisses de l'archiduchesse, illustrations de Joëlle Passeron, Éditions Lito, 2004
- Ce monstre qui me ressemble[32], Éditions Grasset, 2004 - roman ado
- Tom chewing-gum, Magnard, 2004
- Histoires de loups , Éditions Grasset, 2004
- L'Esprit, le fantôme et la vache, Lire c'est Partir, 2004 - roman jeunesse
- La Révolte des jouets,  illustré par Claude Delamarre, Éd. Lito, 2005
- Garuel et l'elfe fou, illustrations Grégoire Villermaux, SED, 2005
- Y a pas plus grognon qu'un fantôme ! , illustrations Élodie Durand, Magnard, 2005 - roman jeunesse
- Nos vacances chez les Gz , illustrations de Thierry Laval, Lire c'est partir, 2005
- Rien qu'un enfant, Éditions Grasset, 2006 - roman ado
- L'Horrible Gâteau venu de l'espace ! , illustrations de Patrick Ceschin, Airvey éd., 2006 - roman jeunesse
- Ti-Grô et le Mamoumouth, illustrations de Jean-Denis Pendanx, Éditions Petit à Petit, 2008
- Une maman tout entière , illustrations de Luc Mélanson, Milan Presse, 2008 - album illustré
- Le Fils de la conteuse, Éditions Grasset, 2008 - roman ado
- Les Contes imbéciles[22],[21], illustrations d'Alfred, Éditions l'Édune, 2009 - recueil de contes
- La Vie merveilleuse de la princesse Olga [26], illustrations d'Olivier Latyk, Éditions l'Édune, 2009 - roman jeunesse

#### Années 2010
- Lisa et l'oiseau de Sang, Plon, 2011 - roman ado
- Obstinément Chocolat, illustrations de Régis Lejonc, Éditions l'Édune, 2011 - recueil de nouvelles
- Histoires malpolites, illustrations d'Olivier Ka, Éditions du Nombril, 2013
- Mon arbre à secrets[14],[13],[43], texte Olivier Ka, illustrations de Martine Perrin, Éditions Les Grandes Personnes, 2013 - album illustré
- Janis est folle, collection DoAdo, éditions du Rouergue, 2015 - roman ado
- Pieter et le lokken[16], scénario Olivier Ka, dessin & couleur Olivier Supiot, Éditions Delcourt, 2015 - album illustré
- Le Chien qui voulait sauver la planète, illustrations Loïc Faujour, Lire c'est partir, 2016
- Série Les Chroniques d'Hurluberland , illustrations de Juliette Barbanègre, Rouergue - romans jeunesse

1. Tome 1[27], 2016
2. Tome 2, 2017
3. Tome 3, 2020

- Quand je serai très très vieux...[17], illustrations de Carole Chaix, Éditions Notari, 2016 - album illustré
- Loukoum mayonnaise[33],[34], collection DoAdo, Rouergue, 2018 - roman ado
- Comment le Petit Chaperon rouge est devenu le grand méchant loup, ou presque, avec René Gouichoux, Retz, 2018

#### Années 2020
- Journal d'un chien de campagne[29], illustrations de Charles Dutertre, Rouergue, 2021 - roman jeunesse
- Nez rouge et dent cassée[30], illustrations de Charles Dutertre, Rouergue, 2022 - roman jeunesse Prix Tatoulu 2023[31]
- Demi-frère[36],[35],[37], collection DoAdo, Rouergue, 2022 - roman ado
- Des papillons dans la nuit[18], illustrations de Christophe Alline, éditions Les Grandes Personnes, 2023 - album illustré Pépite du livre illustré 2023[20] au Salon du livre et de la presse jeunesse

### Bandes dessinées
Olivier Ka est l'unique scénariste de tous ses albums.
- Monsieur Rouge, illustré par Alfred (dessin), Petit à Petit :

1. Monsieur Rouge entre en scène, 2002.
2. Monsieur Rouge fait ses valises, 2003.
3. Monsieur Rouge contre Docteur Slip, 2004.

- Nénesse, Chien de vieux, avec Mélaka (dessin), Le Reb', 2004.
- C'est l'homme qui dit qu'y est !, illustré par Emmanuelle Richard, Charrette, 2004.
- Case Départ, avec Frédéric Bézian, Jean-Philippe Peyraud, Alfred, Pendanx, Dumontheil, Guillaume Bouzard, Gibelin, Reb's Riff, David Prudhomme et Pascal Rabaté (dessin), Petit à Petit, 2004.
- Le Philibert de Marilou, avec Capucine (dessin), Éditions Albin Michel, 2005.
- Pourquoi j'ai tué Pierre[6], illustré par Alfred, Delcourt, 2006. « Essentiel » d'Angoulême[4] et Prix du public (Festival d'Angoulême) 2007[4]  - Prix Max et Moritz 2008 du meilleur scénariste international - « Bibliothèque idéale » du Centre national de la littérature pour la jeunesse (BnF)[8]
- L'Ange ordinaire, avec Mélaka, Le Cycliste, 2006
- Capitaine Fripouille[9], dessins de Alfred, Delcourt, 2017
- Aveugle et maladroit, éd. N'a qu'un oeil, 2018
- Les Mains de Ginette[10],[11],[12], dessins de Marion Duclos, Delcourt / Mirages, 2021
- J'avoue j'en ai bavé, textes et dessins Olivier Ka, éd. Olivier Karali, 2023

Adaptation
- Le Magasin des suicides, scénario, Olivier Ka, dessin Domitille Collardey, couleur Dominique Collardey & Max de Radiguès ; d'après le roman éponyme de Jean Teulé, Delcourt, 2012

### Récits de voyages illustrés
- Lost in Laos : chemins et déroutes, du nord au sud du Laos, textes & dessins Olivier Ka, Elytis, 2018
- Beyrouth (Liban)[1], textes et aquarelles Olivier Ka, éd. Olivier Karali, 2023

## Distinctions
- 2007 : 
  - « Essentiel » d'Angoulême[4] pour Pourquoi j'ai tué Pierre (avec Alfred)
  - Prix du public (Festival d'Angoulême)[4] Pourquoi j'ai tué Pierre (avec Alfred)
- 2008 :  Prix Max et Moritz du meilleur scénariste international pour Pourquoi j'ai tué Pierre
- 2014 : Sélection Prix Sorcières catégorie Album[15] pour Mon arbre à secrets illustré par Martine Perrin
- 2017 : Sélection Prix Sorcières catégorie Roman junior[28] pour Les Chroniques d'Hurluberland, tome 1, sur des illustrations de Juliette Barbanègre
- 2022 : prix littéraire de la Mission locale Picardie Maritime au Salon du livre d'Abbeville pour Les Mains de Ginette (récompense partagée avec Marion Duclos)[44]
- 2023 :
  - Pépite du livre illustré[20] au Salon du livre et de la presse jeunesse pour Des papillons dans la nuit qu'il a écrit, sur des illustrations de Christophe Alline
  - Prix Tatoulu[31] pour Nez rouge et dent cassée , illustré par Charles Dutertre
  -  Finaliste prix IBBY Belgique francophone, catégorie Album[19] pour Des papillons dans la nuit qu'il a écrit, sur des illustrations de Christophe Alline

Sa bande dessinée Pourquoi j'ai tué Pierre, dessinée par Alfred, fait partie de la « Bibliothèque idéale » du Centre national de la littérature pour la jeunesse (BnF) en 2024.